# BMG Rights Management
A BMG Rights Management GmbH (röviden BMG) egy nemzetközi lemezkiadó, amelynek székhelye Berlin, Németország.
2008 októberében alapították, miután a Bertelsmann-t felvásárolta a Sony BMG. 2009 és 2013 között a KKR volt a cég 51%-ának tulajdonosa, amely ezen idő alatt a világ egyik legnagyobb zenekiadója lett. A BMG 100%-át a Bertelsmann tulajdonolja. A kiadó alá tartoznak olyan előadók, mint Kylie Minogue, a Steps, Natalie Imbruglia, Avril Lavigne, The Rolling Stones, The Cranberries, Jason Aldean, David Bowie, Chrissie Hynde, Nena, Roger Waters, Iggy Pop, Quincy Jones, Blondie, KSI, Lenny Kravitz és Louis Tomlinson.

## Kiadók
- BBR Music Group
  - Broken Bow Records
  - Stoney Creek Records
  - Wheelhouse Records
- Rise Records
- S-Curve Records
- Infectious Music
- Vagrant Records
- BMG Chrysalis
  - The Echo Label
  - Go-Feet Records
  - MAM Records
- Mute Records
- Union Square Music
  - Salvo
  - Metro
- Skint Records
  - Loaded Records
  - Skyblaze Recordings
- Sanctuary Records Group
  - Castle Communications
  - Pye Records
  - Precision Records and Tapes
  - Transatlantic Records
  - Sugar Hill Records
  - CMC International
  - Mayan Records
  - Neat Records
  - Noise Records
  - RAS Records
  - Trojan Records
    - Jet Records
    - Upsetter Records

  - Urban Records
- Countdown Media
  - Alshire/Somerset
  - Everest Records
  - Mediaphon
  - Dobre Records
  - SRP Records
  - Alto Records
  - Sun Records
- RAM Records
- RBC Records
- World Circuit Records
- Disques Dreyfus
- Albert Music
  - Albert Productions
- The End Records
- Verse Music Group
  - Golden Records
  - Bethlehem Records
  - Salsoul Records
  - West End Records
- Pete Waterman Entertainment
- Paracadute
- Strictly Rhythm (back catalogue)
- Cavalcade Recordings
- BMG Talpa Music (Netherlands)
- BMG Production Music
- Cheyenne Records
- BMG Classics

## Díjak
| Év   | Díjátadó                | Kategória               | For.   |
| ---- | ----------------------- | ----------------------- | ------ |
| 2016 | ASCAP                   | Az év független kiadója | [ 17 ] |
| 2017 | ASCAP                   | Az év független kiadója | [ 18 ] |
| 2018 | ASCAP                   | Az év független kiadója | [ 19 ] |
| 2018 | Production Music Awards | Production Music Awards | [ 20 ] |
| 2018 | A&R Awards              | Az év kiadója           | [ 21 ] |